# Teucholabis venezuelensis
Teucholabis venezuelensis är en tvåvingeart som först beskrevs av Pierre Justin Marie Macquart 1846.
Teucholabis venezuelensis ingår i släktet Teucholabis och familjen småharkrankar. Inga underarter finns listade i Catalogue of Life.